# A Christmas Prince
A Christmas Prince (Un príncipe de Navidad en Hispanoamérica y España) es una película de comedia romántica estadounidense de 2017 dirigida por Alex Zamm, y escrita por Karen Schaler y Nathan Atkins. Está protagonizada por Rose McIver, Ben Lamb, Tom Knight, Sarah Douglas, Daniel Fathers, Alice Krige y Tahirah Sharif. Fue estrenada por Netflix el 17 de noviembre de 2017. Esta película cuenta con una secuela, tituladaː A Christmas Prince: The Royal Wedding, que se estrenó el 30 de noviembre del 2018.

## Argumento
Un aspirante a joven periodista de una revista estadounidense, Amber Moore, es enviada al Reino de Aldovia para cubrir una conferencia de prensa con el príncipe heredero Richard, quien está listo para tomar el trono tras la reciente muerte de su padre. Se dice que Richard es un playboy irresponsable y también se rumorea que planea abdicar. Amber espera que su trabajo en Aldovia sea la gran oportunidad de su carrera, ella se dirige al palacio de la familia real para la conferencia de prensa, pero el príncipe no aparece, lo que frustra a los periodistas preentes. Amber decide husmear en el palacio y al hacerlo es confundida con la nueva tutora de la joven princesa Emily. Amber aprovecha la oportunidad para ir encubierto para investigar los rumores de abdicación.
Emily, le hace bromas a Amber, para que la deje, pero pronto se tranquiliza cuando ella la trata como a una chica normal. Amber también se encuentra con Richard, de quien se avergüenza al darse cuenta de que la había insultado después de que él, de incógnito, robara el taxi en el que estaba a punto de entrar en el aeropuerto. Amber rápidamente se siente atraída por Richard al enterarse de que, contrariamente a los rumores, en realidad es un hombre de familia compasivo y responsable, aunque es reacio a tomar el trono. Durante este tiempo, Emily también se entera de que el primo de Richard, Simon, quien es el siguiente en la línea de sucesión al trono, lo desea profundamente; Amber también se encuentra con la exnovia de Richard, Sophia, quien sospecha que solo estaba interesado en él por su futuro título.
Amber finalmente se enfrenta a Emily, quien revela que sabe la verdad sobre su identidad. Amber se prepara para irse, pero la princesa acepta no revelar su secreto siempre que escriba una historia que exponga a su hermano como la persona real que es y que termine con los rumores negativos sobre él.
Después de que Amber siga al príncipe a caballo por el bosque, esta cae del mismo y es casi atacada por un lobo, solo para ser salvada por Richard. Mientras se calentaba en la vieja cabaña de caza de su padre, el príncipe le revela que le dijo a su padre que iba a renunciar al trono; Se pelearon por la decisión, y el rey murió poco después. Richard le muestra a Amber un misterioso poema escrito por su padre, y los dos casi se besan, pero son interrumpidos por el sonido de los caballos que relinchan. Después de que el heredero revise a los animales, Amber busca en el escritorio del difunto rey y descubre un compartimiento oculto que contiene documentos que prueban que el príncipe Richard fue adoptado en secreto. Amber se resiste a revelar la verdad, ya que lastimaría profundamente a Richard, pero decide contárselo durante un paseo; Él la besa en su lugar, y ella se da cuenta de que está enamorada de él. Al mismo tiempo, una sospechosa Sophia y Simon buscan en la habitación de Amber, descubriendo no solo su verdadera identidad sino también el certificado de adopción de Richard.
En el Baile de Nochebuena, Richard se prepara para ser coronado, solo para que Sophia revele su adopción y la verdadera identidad de Amber. Simon se afirma a sí mismo como el siguiente en la línea sucesión al trono cuando Richard se aleja y rechaza las disculpas de Amber, que se arrepiente, y ella abandona el palacio con tristeza. La reina le revela a Richard que lo adoptó después de que le dijeran que no podía tener hijos, y que lamentó no haberle dicho antes, pero que ella y el rey lo consideraban su verdadero hijo. Los dos se reconcilian, y Richard promete no permitir que Simon acceda al trono tan fácilmente.
Simon se casa con Sophia, pero se entera de que no puede ser coronado hasta que la reina esté disponible para presidir la ceremonia. Mientras tanto, Amber sospecha que ella puede probar que Richard es el rey legítimo basado en pistas del poema de su padre. Se le permite regresar al palacio y desentierra una proclamación secreta en un adorno navideño hecho por el rey que declara a Richard como el legítimo heredero. Amber lleva el documento a la cámara oficial donde Simon está siendo coronado, y ella interviene a tiempo para que Richard sea coronado.
De vuelta en casa, la historia de Amber sobre Richard es rechazada por ser muy emocional, ella decide renunciar a la revista y comienza a bloguear sobre el verdadero príncipe. Su blog se vuelve popular y eventualmente gana la atención del propio Richard. Amber pasa la víspera de Año Nuevo en el restaurante de su padre, el príncipe la sorprende y le propone matrimonio, y ella acepta felizmente.

## Reparto
| Personaje                     | Actor                | Doblaje (España)          | Doblaje (Hispanoamérica) |
| ----------------------------- | -------------------- | ------------------------- | ------------------------ |
| Amber Moore                   | Rose McIver          | Inés Blázquez             | Ani Sánchez              |
| Príncipe Richard              | Ben Lamb             | Rafa Romero               | Brian Gómez              |
| Reina Helena                  | Alice Krige          | Ana Ángeles García        | Tirza Pacheco            |
| Conde Simon                   | Theo Devaney         | Eduardo Bosch             | Didier Rojas             |
| Señora Averill                | Sarah Douglas        | Isabel Donate             | Rosangela López          |
| Rudy Moore                    | Daniel Fathers       | Rafael Azcárraga          | John Grey                |
| Princesa Emily                | Honor Kneafsey       | Tania Ugía                | Alejandra Pérez          |
| Primer Ministro Denzil        | Tom Knight           | Juan Fernández Mejías     | Raúl Gutiérrez           |
| Baronesa Sophia               | Emma Louise Saunders | Pilar Martín              | Juliana Sánchez          |
| Andy                          | Joel McVeagh         | David Hernán              | Víctor Valencia          |
| Melissa                       | Tahirah Sharif       | Belén Rodríguez           | Luisa F. Acuña           |
| Gill, Subsecretario de Prensa | Paul Courtenay Hyu   | Julián Rodríguez          | Juan C. Gómez            |
| Sr. Little                    | Richard Ashton       | Francisco Javier Martínez | Gonzalo Rojas            |
| Max Golding                   | Amy Marston          | Mercedes Cepeda           | Rocío Bermúdez           |

## Localización
El rodaje tuvo lugar en el Castillo de Peleş, ubicado en Sinaia, Rumania.

## Estreno
La película fue estrenada en Netflix el 17 de noviembre de 2017.

## Recepción
En el sitio web de agregadores de revisión Rotten Tomatoes, la película tiene un índice de aprobación del 75% basado en 6 comentarios y una calificación promedio de 6.5 / 10.

## Secuela
El 18 de mayo de 2018, se anunció una secuela, titulada A Christmas Prince: The Royal Wedding. Esta fue lanzada por Netflix el 30 de noviembre del mismo año.